# Day I Forgot
Day I Forgot è il secondo album in studio del cantautore statunitense Pete Yorn, pubblicato nel 2003.

## Tracce
1. Intro
2. Come Back Home
3. Crystal Village
4. Carlos (Don't Let It Go to Your Head)
5. Pass Me By
6. Committed
7. Long Way Down
8. When You See the Light
9. Turn of the Century
10. Burrito
11. Man in Uniform
12. All at Once
13. [Untitled]
14. So Much Work